# Impacto do cristianismo na civilização

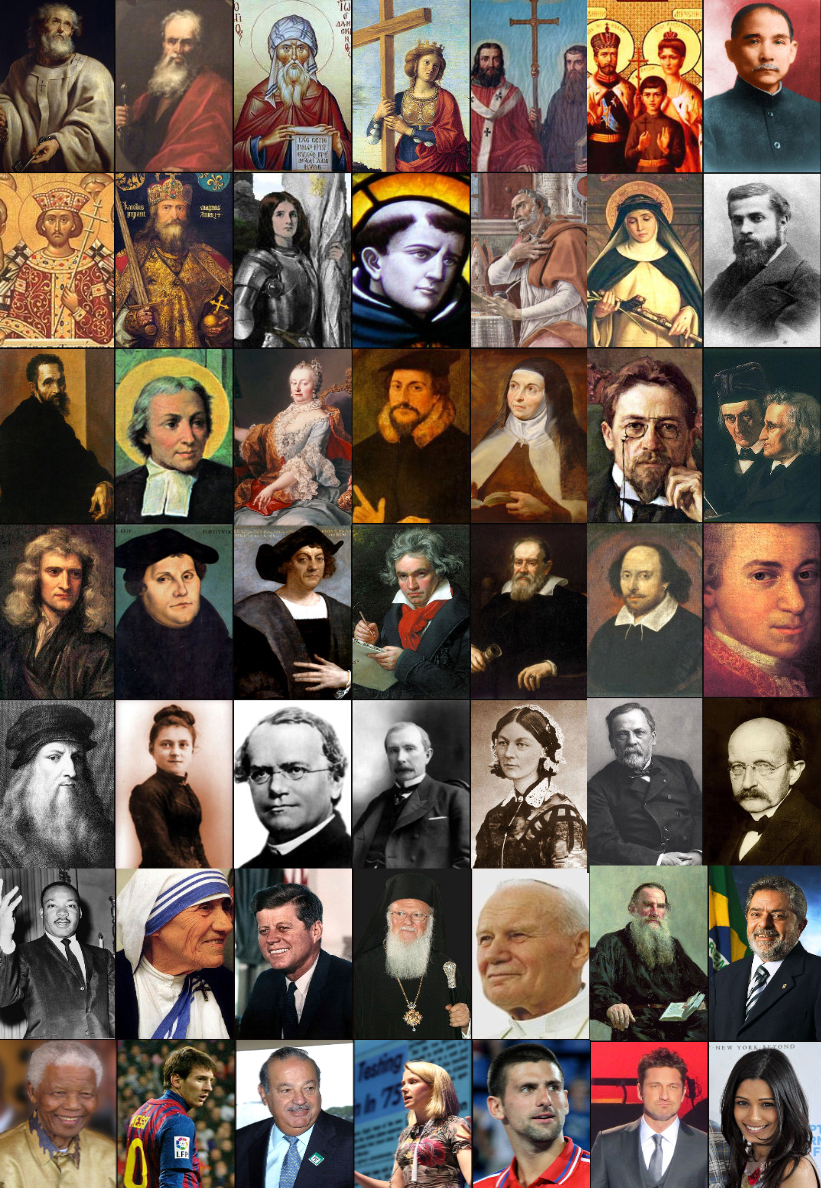
Cristãos famosos de grande destaque em diversas áreas.

O papel do cristianismo na civilização ocidental está interligada com a formação da história e da sociedade ocidental. Seus efeitos, tanto benéficos quanto desafiadores, moldaram o panorama cultural, ético e político, impactando o Ocidente e outras civilizações pelo mundo. As influências positivas da religião cristã são destacadas por estudiosos de diversas áreas, mas muitos também criticam seu legado. A influência cristã se estende a diversos aspectos da civilização.

## Influência positiva
Através de sua longa história, a igreja tem sido uma fonte importante de serviços sociais como a educação, visto que várias universidades do mundo foram fundadas pela Igreja, Historiadores da ciência como JL Heilbron, AC Crombie, David Lindberg, Edward Grant, Thomas Goldstein, e Ted Davis, têm argumentado que a Igreja teve uma influência positiva e significativa no desenvolvimento da ciência, e que sacerdotes-cientistas, muitos dos quais jesuítas, estão entre os luminares na astronomia, genética, geomagnetismo, meteorologia, sismologia e física solar, tornando-se alguns dos "pais" dessas ciências. Praticamente todos os historiadores da ciência reconhecem agora o papel que o Cristianismo desempenhou. Porém, é falsa a ideia de que apenas o Cristianismo produziu a ciência moderna, uma vez que foi a síntese da teologia cristã com a filosofia grega que moldou o pensamento científico moderno.
A Igreja incentivou os cuidados médicos e serviços de bem-estar, influenciando no desenvolvimento da medicina e criação de hospitais. Também teve influência em termos econômicos.: Foi inspiração para a cultura e filosofia, e elemento influente na política e religião. Engenharia e matemática avançaram e isto refletiu-se através da transformação da arquitetura na Idade Média. De várias maneiras, tem procurado afetar atitudes ocidentais para o vício e a virtude em diversos campos. Foi, durante muitos séculos, propagadora dos ensinamentos de Jesus dentro do mundo ocidental e continua a ser uma fonte de continuidade entre a cultura ocidental moderna à cultura ocidental clássica.
A Bíblia e teologia cristã também influenciaram fortemente filósofos ocidentais e ativistas políticos. Os ensinamentos de Jesus, como a Parábola do Bom Samaritano, estão entre as fontes importantes para as noções modernas de direitos humanos e medidas do bem-estar habitualmente fornecidas pelos governos do Ocidente. Assim como ensinamentos cristãos sobre a sexualidade humana e o casamento também têm sido influentes na vida familiar.
O cristianismo desempenhou um importante papel na extinção de práticas como o sacrifício humano, a escravidão, o infanticídio e a poligamia. Ele, em geral, afetou o estatuto das mulheres, condenando o infanticídio (bebês do sexo feminino tinham maior probabilidade de serem mortos), o divórcio, incesto, infidelidade, estupro poligamia, controle de natalidade, aborto e a defesa do casamento. Embora o ensino oficial da Igreja considera que apenas homens e mulheres são complementares.
Também desempenhou um papel central na promoção da liberdade religiosa. Embora o conceito de liberdade religiosa seja frequentemente creditado aos iluministas, seus primeiros defensores foram dois teólogos da patrística, Tertuliano e Lactâncio, que o fizeram tendo a Bíblia por fonte. Na era moderna e contemporânea, os batistas foram seus mais proeminentes defensores. Thomas Helwys escreveu uma das primeiras grandes defesa da liberdade religiosa e separação entre igreja e estado.
A promoção da educação também foi de grande importância, inclusive por meio da fundação de universidades. Durante a Reforma Protestante, a democratização da educação foi uma pauta importante, pois os reformadores queriam que todos pudessem ler e interpretar a Bíblia. Froebel e Comenius foram fortemente influenciados por suas convicções cristãs.
Influência do cristianismo não se restringe sobre a civilização ocidental, os cristãos também têm desempenhado um papel de destaque nos recursos de desenvolvimento e pioneiro da civilização islâmica.
Martin Luther King Jr., pastor batista e ativista pelos direitos civis, escreveu sobre a influência do ensinamento cristão de amor em suas ideias. Inicialmente, ele via os ensinamentos de Jesus como aplicáveis apenas a interações individuais, mas após conhecer Gandhi, percebeu o potencial amplo desses ideais éticos. Para King, Gandhi elevou a ética do amor de Jesus a uma poderosa ferramenta social, combinando a base espiritual de Cristo com a metodologia estratégica de Gandhi, tornando o amor e a não violência princípios centrais no movimento pelos direitos civis. Segundo ele, isso serviu de exemplo para sua luta pelos direitos civis.
A influência cultural da Igreja tem sido muito grande. Festas como a Páscoa e o Natal são marcados universalmente como feriados; o calendário gregoriano (do Papa Gregório XIII) foi adotado internacionalmente como o calendário civil; e o próprio tempo é medido pelo Ocidente a partir da data prevista de nascimento do suposto fundador da Igreja, Jesus de Nazaré: a AD Um Ano (Anno Domini). Na lista das 100 Pessoas Mais Influentes na história humana, 65 por cento figuras cristãs de diversas áreas.

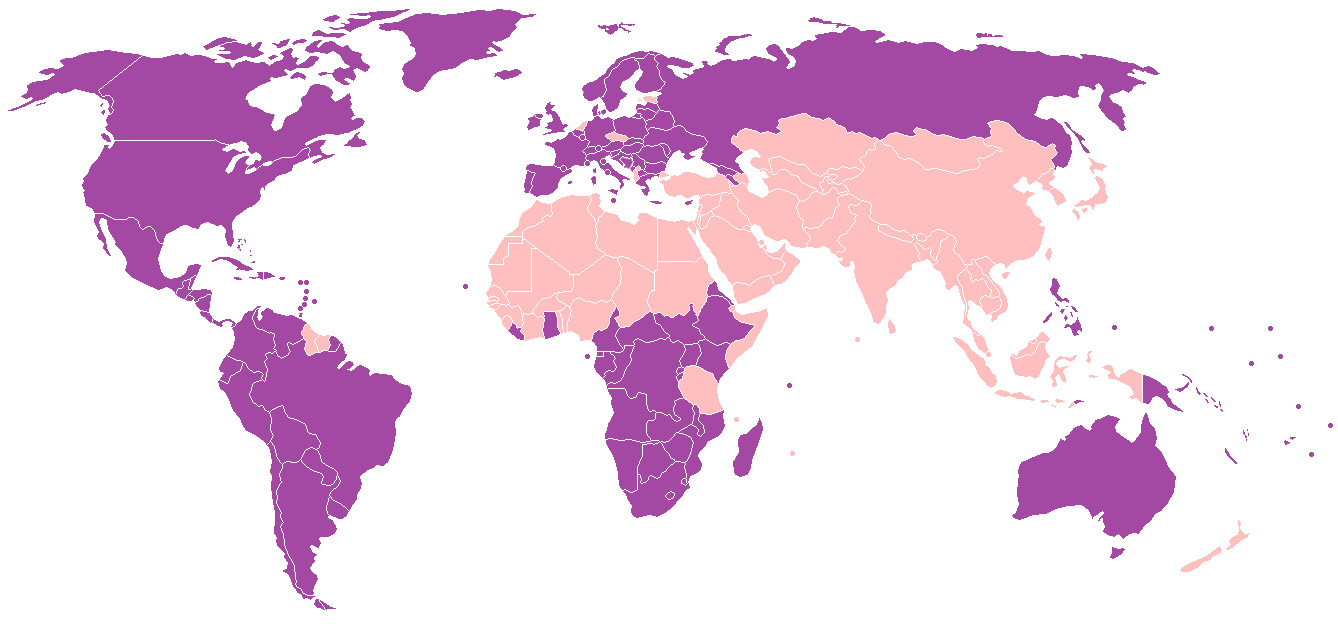
Em violeta, países de maioria cristã.

## Influência negativa
Muitos estudiosos também tem apontado impactos negativos. Embora o movimento abolicionista britânico e o americano tenham se desenvolvido no seio da tradição cristã, muitos outros reivindicaram o Cristianismo para defender a escravidão. O abolicionista Joaquim Nabuco criticou a Igreja Católica no Brasil por não se posicionar contra a escravidão, ao contrário de muitas igrejas na Europa e Estados Unidos.
O tribunal da Inquisição e a caça às bruxas também são apontados como exemplos de perseguição promovida em nome do Cristianismo. Guerras religiosas na Idade Média e na Idade Moderna, como as Cruzadas e as guerras de religião dos séculos XVI e XVII, também são apontadas como exemplos de impactos negativos do Cristianismo.
A relação de missionários cristãos com as potências coloniais também é uma questão controvertida, envolvendo conflitos em algumas ocasiões, mas também alianças em outras.
A extensão de alguns desses impactos negativos é alvo de intenso debate acadêmico. Embora a inquisição e a caça às bruxas tenham feito muitas vítimas ao longo de mais de três séculos, os números frequentemente são exagerados por críticos como Carl Sagan e outros. Autores acadêmicos contemporâneos tem colocado as vítimas da Inquisição Espanhola entre 2 e 3 mil, enquanto as vítimas da caça às bruxas estariam na casa dos 30 mil.
O quão religiosas eram realmente as guerras dos séculos XVI e XVII também é alvo de discussões, com muitos argumentando que, embora o discurso religioso estivesse presente, a religião não era a grande motivação dessas guerras. É apontado como evidência disso o fato de que a guerra envolveu várias alianças entre católicos e protestantes, sendo em essência um combate entre as duas maiores potências católicas da época: a França e o Sacro Império Romano.